# Koksijde
Koksijde és un municipi belga de la província de Flandes Occidental, a la regió de Flandes.

## Seccions
| #          | Nom                                                     | Superfície (km²) | Població (01/01/2007)    |
| ---------- | ------------------------------------------------------- | ---------------- | ------------------------ |
| I (IV) (V) | Koksijde - Koksijde-dorp - Koksijde-bad - Sint-Idesbald | 14,19            | 12.358 3.413 5.711 3.234 |
| II         | Oostduinkerke                                           | 17,47            | 8.534                    |
| III        | Wulpen                                                  | 12,29            | 520                      |

## Localització

Mapa de Koksijde

| - a. Nieuwpoort - b. Ramskapelle (Nieuwpoort) - c. Booitshoeke (Veurne) - d. Veurne - e. Adinkerke (De Panne) - f. De Panne |

## Stedenband
- Albina i Galibi
- Bad Schallerbach
- Konz, Biedenkopf an der Lahn i Neustadt an der Orla
- La Charité-sur-Loire
- Wépion sur Meuse (Namur) i Antheit (Wanze)